# Крантор (сын Аминтора)
Крантор (др.-греч. Κράντωρ) — раб и верный оруженосец Пелея из племени лапифов. Отцом Крантора был Аминтор, царь долопов. Побежденный Пелеем, он отдал ему своего сына в качестве заложника. Согласно древнегреческой мифологии был смертельно ранен кентавром en:Demoleon (англ.) в битве между лапифами и кентаврами, когда тот бросил в Тезея сломанным стволом дерева. Тезей смог отстраниться и вместо него был убит Крантор.
У Аминтора был ещё один сын — Феникс. Есть данные, на основании которых можно предположить, что Крантор и Феникс — являются одним и тем же лицом.
В честь него назван астероид (83982) Крантор.